# Maria Pia Mastena

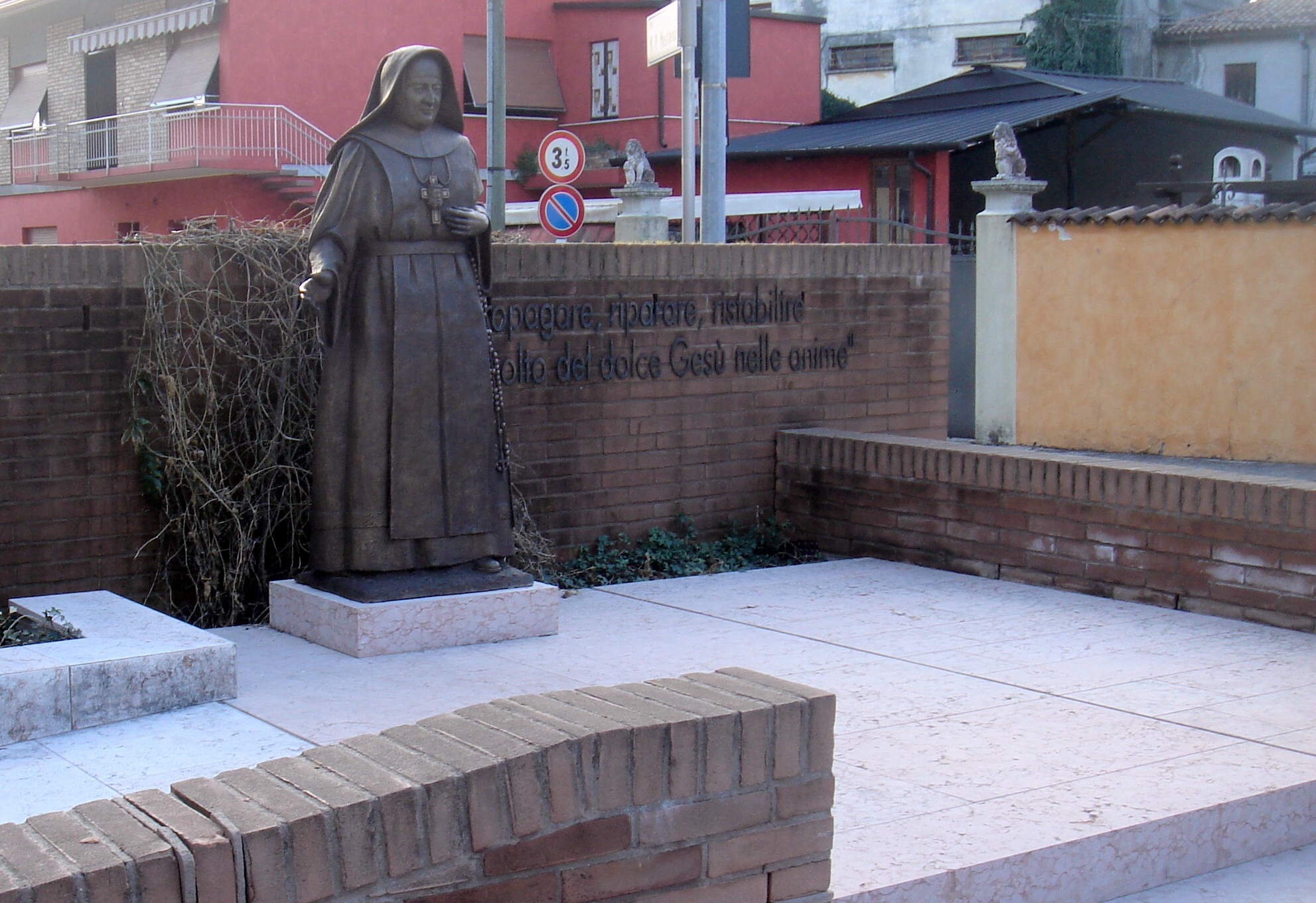
Statue der sel. Mutter Maria Pia Mastena in San Fior

Maria Pia Mastena (geborene Maria Teresa Mastena) (* 7. Dezember 1881 in Bovolone; † 28. Juni 1951 in Rom) war eine italienische Ordensfrau, die in der römisch-katholischen Kirche als Selige verehrt wird. Sie gründete die Gemeinschaft der Schwestern vom heiligen Antlitz. Ihr Gedenktag in der Liturgie ist der 28. Juni.

## Leben
Maria Teresa Mastena wurde am 7. Dezember 1881 in Bovolone geboren. Sie war das älteste Kind der Eheleute Julius Mastena und Maria Antonia Casarotti. Ihre Mutter brachte ihr Lesen und Schreiben bei und Maria Teresa besuchte einen Kinderhort der Schwestern der Barmherzigkeit von Verona. Im Alter von neun Jahren empfing Maria Teresa am 19. März 1891 ihre Erstkommunion und legte an diesem Tag auch das private Gelübde ewiger Jungfräulichkeit ab. Am 27. August 1891 empfing Maria Teresa das Sakrament der Firmung. In ihrer Jugend engagierte sie sich sehr in ihrer Pfarrei und war als Katechetin tätig. Sie machte erste mystische Erfahrungen, die sich um die Verehrung des heiligen Antlitzes und der heiligen Eucharistie drehten.
Maria Teresa fühlte sich zum Ordensleben berufen und wollte schon mit 14 Jahren in eine Ordensgemeinschaft eintreten, jedoch wurde ihr erst am 3. September 1901 die Aufnahme die Kongregation der Schwestern der Barmherzigkeit von Verona gewährt. Mit der Erlaubnis ihrer Oberen legte sie am 11. April 1903, dem Gedenktag der heiligen Gemma Galgani, Maria Terese ein weiteres Privatgelübde ab: sie wollte eine Opferseele sein. Am 24. Oktober 1904 legte Maria Teresa ihre Profess ab und trug von da an den Ordensnamen Passitea Maria vom heiligen Kinde.
Sr. Passitea Maria beendete 1905 ihre Ausbildung in Verona und wirkte dort als Lehrerin. 1908 entsandte man sie an eine neue Schule des Ordens in Miane, in den Bergen bei Treviso, wo Sr. Passitea Maria schon bald Schulleiterin wurde. Während des Ersten Weltkrieges blieb sie in Miane, das nahe an den Schlachtfeldern der Piaveschlachten lag. In den Jahren nach dem Krieg stiegen die Bedürfnisse der Bevölkerung im karitativen Bereich immer mehr an. Maria Teresa fühlte sich diesen Aufgaben nicht gewachsen, denn sie verspürte eher den Wunsch, ein kontemplatives Leben in der Abgeschiedenheit des Klosters zu leben. Auch familiäre Schicksalsschläge, wie der Tod ihrer Mutter, hatten Einfluss auf die Entscheidung. Ihre Oberen wollten ihr aber dieses Leben in der Abgeschiedenheit nicht erlauben. So verließ Maria Terese die Gemeinschaft und trat in Vittorio Veneto am 15. April 1927 in den Konvent der Zisterzienserinnen von San Giacomo di Veglia ein, wo sie zur Einkleidung den Ordensnamen Maria Pia erhielt.
Im November desselben Jahres bat der Bischof von Vittorio Veneto, Eugenio Beccegato, Sr. Maria Pia, die Klausur zu verlassen, um den Unterricht der Kinder wiederaufzunehmen, denn sein Wirken als Bischof war in Bezug auf soziale Belange großer Kritik ausgesetzt. So kehrte Sr. Maria Pia in den Jahren zwischen 1927 und 1930 wieder in die Schule zurück, zunächst nach Miane, dann nach Follina Carpesica und schließlich nach San Fior. In dieser Zeit reifte in ihr die Idee, eine Gemeinschaft zu gründen, die dem heiligen Antlitz Jesu Christi geweiht sei, das sie besonders verehrte.
In San Fior gründete sie das Fromme Werk der Hilfe, das sich um bedürftige Kinder kümmerte und sie unterrichtete. Bald schlossen sich weitere Frauen dem Werk von Maria Pia an und im Oktober 1932 erkannte der Ortsbischof die Ordensgemeinschaft an. Zwischen 1935 und 1936 wurde der Gemeinschaft der Schwestern vom Heiligen Antlitz zweimal die Anerkennung entzogen; nach einer Reise nach Rom erhielt die Gemeinschaft aber schließlich am 8. Dezember 1936 die bischöfliche Anerkennung zurück.
In der Zeit des Zweiten Weltkrieges errichtete die Gemeinschaft weitere Konvente in Italien und kümmerte sich um Soldaten und Opfer des Krieges, ohne Unterscheidung zwischen Italienern, Deutschen, Christen oder Juden. Am 10. Dezember 1947 erhielt die Gemeinschaft um Mutter Maria Pia die päpstliche Anerkennung. Im Jahr 1949 beschloss Mutter Maria Pia, in Rom ein Krankenhaus zu errichten, das von den Schwestern der Kongregation betreut werden sollte.
Zwischen 1950 und 1951 hatte Mutter Maria Pia schwere gesundheitliche Probleme und erlitt einen Herzinfarkt. Sie starb plötzlich und unerwartet am 28. Juni 1951 in Rom. Requiems wurden unter anderem in Rom und San Fior gefeiert, wo sie auch begraben wurde.

## Seligsprechung
Papst Johannes Paul II. erhob Mutter Maria Pia am 5. Juli 2002 zur ehrwürdigen Dienerin Gottes und am 13. November 2005 wurde sie von Papst Benedikt XVI. seliggesprochen.